# Ørkenen
Ørkenen är ett område på den danska ön Anholt i Kattegatt som påminner om en öken med grus och sand och gles växtlighet. Den täcker 80 % av öns yta och är skyddad sedan 1938.
De västra delarna av Anholt utgörs av ett backigt 
moränlandskap medan Ørkenen är en platt, tidigare havsbotten med låga kullar och sanddyner. Den har aldrig  odlats och plöjts så topografin har inte ändrats  sedan den senaste istiden för 10 000 år sedan. De gamla kusterna, som nu ligger inne i landet, speglar olika epoker med landhöjning och växlande vattennivå.   
Området har troligen varit täckt av tallskog fram till slutet av 1500-talet när den första fyren på Anholt tändes och delar av skogen höggs ner. Totten, den yttersta spetsen av Ørkenen, får ej beträdas på grund av sälarna som föder sina ungar här, men de kan ses från Anholt Fyr.
Idag består växtligheten av glesa bestånd av sandrör, strandråg, kråkbär, lummer, pors och  noppor samt lavar, bland annat renlav.
På sommaren arrangeras ökenvandringar i området, som dock inte är en riktig öken, men snarare en hed eftersom 
nederbörden är för hög.